# 北豊吉

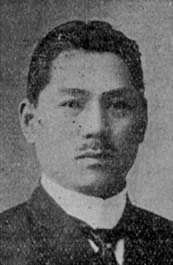
北豊吉

北 豊吉（きた とよきち、1875年（明治8年）10月30日 - 1940年（昭和15年）8月31日）は、日本の衛生学者。医学博士。

## 経歴
石川県石川郡旭村（現在の白山市）出身。1897年（明治30年）、第四高等学校医学部を卒業し、一年志願兵として入隊。1898年（明治31年）、東京帝国大学医科大学衛生学選科に入学した。1900年（明治33年）、陸軍三等軍医となり、翌年に東京帝国大学医科大学助手となった。1902年（明治35年）、ドイツに留学し、ライプツィヒ大学で衛生学・細菌学を学んだ。1904年（明治37年）に帰国後、日露戦争に召集され、陸軍二等軍医に昇進した。1906年（明治39年）、大阪市技師となり衛生試験所長に就任した。1916年（大正5年）、文部省学校衛生官に転じ、普通学務局第五課長、学校衛生課長、体育研究所所長を歴任。その後、東京女子高等師範学校教授、同講師を務めた。
その他、文部省学校衛生調査会委員、内務省保健衛生調査会委員を歴任した。

## 著書
- 『細菌学講義 総論』（南江堂、1902年）
- 『細菌学講義 各論』（南江堂、1902年）
- 『学校衛生概論』（右文館、1920年）
- 『体育運動概論』（右文館、1920年）